# Let’s be Cops – Die Party Bullen
Let’s be Cops – Die Party Bullen (Originaltitel: Let’s Be Cops) ist eine US-amerikanische Filmkomödie aus dem Jahr 2014. Regie führte Luke Greenfield, der auch zusammen mit Nicholas Thomas das Drehbuch schrieb.

## Handlung
Die zwei langjährigen Freunde Justin, ein nicht gerade erfolgreicher Videospieldesigner, und Ryan, ein ehemaliger College-Quarterback, erinnern sich an ihren einst geschlossenen Pakt: Wenn sie es nicht „geschafft“ haben in Los Angeles, bevor sie 30 Jahre alt sind, ziehen beide wieder zurück in ihre Heimat nach Columbus, Ohio. Als die beiden eine Bar verlassen, wird ihr Auto von einem Fahrzeug voller Albaner gerammt. Durch Einschüchterung und Muskelspiel bringen diese die beiden dazu, nichts weiter zu unternehmen.
Als Justin versucht, seinem Boss eine Idee für ein Spiel über Polizisten vorzustellen, lehnt dieser ab. Später überzeugt Ryan ihn, die Polizeiuniformen aus der Präsentation bei dem Kostümball des College-Klassentreffens zu tragen. Auf der Party werden beide mit ihren gescheiterten Karrieren konfrontiert. Auf ihrem Heimweg erleben sie dank ihrer authentischen Uniformen Respekt und genießen die neue Anerkennung.
Ryan studiert mit Hilfe von Internet-Videos Polizeicodes und Abwehrtechniken. Er kauft außerdem einen gebrauchten Streifenwagen und modifiziert ihn, bis er aussieht wie ein offizieller Streifenwagen. Widerwillig macht Justin bei dieser Scharade mit, da sie seiner Beziehung zur Kellnerin Josie nützt. Ryan findet den Wagen der Gangster wieder, welche sein Auto vor kurzem demoliert haben, als diese gerade versuchen, den Besitzer des „Georgie’s“ zu erpressen. Dank Uniform verschaffen sich die beiden vormaligen Opfer Respekt und vertreiben die Verbrecher unter Beifall der Anwohner.
Als die beiden weiter in ihrem gefälschten Polizeifahrzeug umherfahren, werden sie von Officer Segars angehalten, weil ihr Streifenwagen keine Kennzeichen hat. Doch kurz bevor die beiden aufzufliegen drohen, entdeckt Segars das aufgenähte Rangabzeichen des Sergeant an Ryans Uniform und entschuldigt sich für das Missverständnis. Als aus dem Geschäft nebenan ein Alarm ertönt, werden Ryan und Justin in einen realen Einsatz gezogen. Nach dieser Begegnung mit echten Waffen und Einbrechern will Justin aussteigen. Er recherchiert, dass die Nachahmung polizeilicher Kennzeichnung eine mit Gefängnis bewehrte Straftat ist. Dann jedoch erhält er einen Anruf von Josie, die von einem Gangster im „Georgie’s“ bedroht wird. Die beiden eilen zu Hilfe und treffen auf Mossi Kasic, den Anführer der albanischen Gangster.
Officer Segars stattet Ryan mit Überwachungsmitteln aus, um Beweise gegen Mossi und einen unbekannten Partner zu sammeln. Gemeinsam mit Justin observieren sie die Albaner, um herausfinden, was in den Kisten ist, die Mossi immer per Schiff bekommt. Justin verkleidet sich als einer der Kriminellen, und als sie so ins Haus der Verbrecher gelangen, entdecken sie ein Lager mit Waffen, die von der Polizei beschlagnahmt und zur Vernichtung bestimmt waren. Außerdem finden sie einen geheimen Tunnel zwischen Mossis Club und dem „Georgie’s“, was auch erklärt, warum Mossi Teilhaber des „Georgie’s“ werden wollte. Während Justin das gefundene Beweismaterial anonym einreichen möchte, besteht Ryan darauf, alles persönlich zu überbringen.
Officer Segars übergibt das belastende Material dem zuständigen Vorgesetzten Detective Brolin. Dabei handelt es sich um den mysteriösen Partner von Mossi, den die beiden bei ihrer Observation beobachtet hatten. Brolin deckt Ryans Tarnung als falscher Cop auf. Während Justin erneut versucht, seine Spielidee zu verkaufen, wird Ryan von Mossis Mannen gejagt und entführt. Mossi schickt Justin eine unmissverständliche Nachricht. Justin bittet Officer Segars um Hilfe, nachdem er die ganze Wahrheit erzählt hat. Auch Josie gesteht er alles, die ihn daraufhin verlässt.
Justin geht alleine in die Tunnel, während Ryan versucht, Mossi und Brolin gegeneinander auszuspielen. Dies gelingt ihm auch und Mossi erschießt den Detective. Justin versucht seinem Freund zu helfen, wird jedoch überwältigt. Zur selben Zeit kommt Officer Segars am Club an und findet den Eingang zu den Tunneln. Er findet die beiden und rettet ihnen das Leben, während Mossi und seine Gang in den Tunnel flüchten. Officer Segars ermahnt beide, schickt sie weg und geht alleine in die Tunnel. Ryan und Justin wollen ihn jedoch nicht allein lassen und rüsten sich mit dem SWAT-Equipment aus Mossis Kisten aus. Sie können Officer Segars aus dem Kreuzfeuer der Gangster befreien, werden im Kampfgewirr aber wieder von ihm getrennt. Beide fliehen weiter in die Tunnel und finden das Versteck von Mossis Geld und Drogen. Mossi folgt ihnen und es kommt zu einem Showdown, bei dem Justin letztendlich mit leergeschossener Waffe dem gefährlichen Gangster allein gegenübersteht. Gerettet wird er von Segars, der unbemerkt wieder zu ihnen aufgeschlossen hat und Mossi mit einem Schuss von der Seite ausschalten kann.
Angesichts des Selbstvertrauens und der Motivation, die beide gezeigt haben, wird Justin ein erfolgreicher Gamedesigner, während Ryan auf der Polizeischule Polizist des LAPD wird. Justin entschuldigt sich bei Josie und sie vergibt ihm. Ryan denkt an die gemeinsame Zeit als falsche Cops zurück und nimmt Justin in einer falschen Uniform mit auf Streife.

## Hintergrund
Die Dreharbeiten zum Film begannen im Mai 2013 in Atlanta, Georgia und endeten im Juli 2013. Das Budget betrug 17 Millionen Dollar. Der Film startete am 13. August 2014 in den USA und in Großbritannien.  Das weltweite Einspielergebnis beträgt über 129 Millionen Dollar. Die DVD- und Blu-ray-Veröffentlichung in den Vereinigten Staaten fand am 11. November 2014 statt.
In die deutschen Kinos kam der Film am 8. Januar 2015.

## Kritiken
Andreas Staben von Filmstarts schrieb in seiner Kritik, dass der Film eine „weitgehend unlustige und in die Länge gezogene Fake-Cop-Komödie“ sei.
Frank Scheck von The Hollywood Reporter schrieb am 13. August 2014: „Das Drehbuch von Nicholas Thomas und Regisseur Luke Greenfield schafft es nicht den potenziell humorvollen Witzen das notwendige Leben einzuhauchen, um für echte Lacher zu sorgen. Nahezu alle Witze gehen mächtig daneben.“
Mark Kermode von The Guardian schrieb am 31. August 2014: „Luke Greenfields Cop-Komödie ist so langweilig, unlustig, ärgerlich und schlecht, dass es ein Verbrechen ist.“
Birgit Roschy von epd Film urteilte, dass „neben der grobmotorischen Regie [...] seine fast durchgängige Einfallslosigkeit“ das „hervorstechende Merkmal des Films“ sei. Seine Widersprüchlichkeit ersticke den „Witz oft im Keim“.